# João de Sousa Pinto de Magalhães
João de Sousa Pinto de Magalhães (Porto, 8 de Janeiro de 1790 — Lisboa, 1 de Maio de 1865) foi um político português.

## Biografia
João de Sousa Pinto de Magalhães nasceu na cidade do Porto a 8 de Janeiro de 1790, filho de João de Santa Ana Neves e Sousa, advogado, e de D. Maria Benedita Pinto de Magalhães.
Iniciou os seus estudos no Porto e seguiu para Coimbra onde se licenciaria em Direito na universidade dessa cidade, em 1816. Em Setembro de 1817, segue para Lisboa dando inicio à sua carreira de magistrado; no ano seguinte é nomeado para Juiz do Crime do Bairro do Mocambo.
Após a Revolução liberal do Porto, em 1820, Pinto de Magalhães é nomeado deputado pela região do Minho para as Cortes Constituintes de 1820. A 15 de Maio de 1823, em novas cortes extraordinárias, Pinto de Magalhães é eleito seu presidente.
Na sequência da Vilafrancada, o rei D. João VI organiza uma junta para elaborar o novo Código Político, e nomeia Pinto de Magalhães para seu vogal. No final do reinado de D. João VI e inicio da regência da infanta D. Isabel Maria, Pinto de Magalhães assume os cargos de oficial da secretaria dos Negócios do Reino (1824), e o de deputado da Junta da Fazenda do Senado (1825). Entre 1828 e 1833, dedica-se à advocacia em Lisboa.
A seguir às Guerras Liberais é nomeado ministro do Reino em 27 de Maio de 1835. Pouco dias depois, a 15 de Julho, é transferido para o Ministério da Justiça. A 18 de Novembro do mesmo ano, deixa os principais ministérios, e passa a ser Ministro e Secretário de Estado. Em 1839 é eleito deputado substituto por Lisboa, e em 1840 substituto por Braga; neste mesmo ano é eleito deputado por Lisboa, e presidente do parlamento, cargo que exerceria até Julho de 1841.
A partir de 1841, passa a fazer parte de diversas comissões relacionadas com assuntos eclesiásticos, emancipação dos escravos e reforma da Repartição dos Negócios Estrangeiros. Dos altos cargos políticos de que foi responsável, destaque-se o de Conselheiro de Estado e Conselheiro do Tribunal de Contas. Em 1861, é nomeado Par do reino, tendo, no entanto, recusado.
Recebeu a Comenda e a Grã-Cruz da Ordem de Cristo,  a Grã-Cruz da Ordem de São Gregório Magno de Roma e a comenda da Ordem de Nossa Senhora da Conceição de Vila Viçosa que, no entanto, não aceitou. O rei D. Pedro V ofereceu-lhe um pariato, que também rejeitou.
Liberal convicto, morre pobre em Lisboa en su casa de Rua Guarda-Mor 18, a 1 de Maio de 1865, aos 75 anos de idade. Foi sepultado no Cemitério dos Prazeres com honras militares.